# Championnat d'Uruguay de football 1932
Navigation
Édition suivante
| \| Montevideo: · Defensor · Bella Vista · Central · Wanderers · Nacional · Peñarol · Racing Club · Rampla Juniors · River Plate · Sud América Montevideo \| Localisation des clubs engagés dans le championnat. |
| Montevideo: · Defensor · Bella Vista · Central · Wanderers · Nacional · Peñarol · Racing Club · Rampla Juniors · River Plate · Sud América Montevideo                                                           |

La 30e édition du championnat d'Uruguay de football est remportée par le Club Atlético Peñarol. C’est le premier titre de champion du club dans l’ère professionnelle. Peñarol l’emporte avec 8 points d'avance sur Rampla Juniors. Nacional complète le podium. 
Aucun système de promotion/relégation n’existe. Tous les clubs engagés lors de la saison se trouvent qualifiés pour la saison suivante, hors dissolution du club ou problèmes financiers.
Pour cette première saison, tous les clubs participant au championnat sont basés dans l’agglomération de Montevideo.

## Les clubs de l'édition 1932
| Club                             | Stade              | Capacité | Ville      |
| -------------------------------- | ------------------ | -------- | ---------- |
| Defensor Sporting Club           | -                  | -        | Montevideo |
| Club Atlético Bella Vista        | Parque Bella Vista | -        | Montevideo |
| Central Español Fútbol Club      | -                  | -        | Montevideo |
| Montevideo Wanderers Fútbol Club | -                  | -        | Montevideo |
| Club Nacional de Football        | -                  | -        | Montevideo |
| Club Atlético Peñarol            | -                  | -        | Montevideo |
| Racing Club de Montevideo        | -                  | -        | Montevideo |
| Rampla Juniors Fútbol Club       | -                  | -        | Montevideo |
| Club Atlético River Plate        | -                  | -        | Montevideo |
| Institución Atlética Sud América | -                  | -        | Montevideo |

## Compétition

### La pré-saison
L’assemblée générale de l’AUF crée la Ligue professionnelle uruguayenne le 29 avril 1932. Ce nouveau championnat professionnel reprend en son sein les onze équipes qui participaient au championnat amateur de 1931.
Juste avant le commencement de la compétition, les clubs de CA Capurro et de Olimpia FC fusionnent pour former le Club Atlético River Plate. Le championnat peut donc commencer avec 10 équipes.

### Classement
Le classement est établi sur le barème de points suivant :  victoire à 2 points, match nul à 1, défaite à 0.
| Rang | Équipe                           | Pts | J  | G  | N | P  | Bp | Bc | Diff |
| ---- | -------------------------------- | --- | -- | -- | - | -- | -- | -- | ---- |
| 1    | Peñarol                          | 40  | 27 | 17 | 6 | 4  | 54 | 26 | +28  |
| 2    | Rampla Juniors                   | 35  | 27 | 14 | 7 | 6  | 66 | 32 | +34  |
| 3    | Club Nacional de Football        | 32  | 27 | 13 | 6 | 8  | 49 | 34 | +15  |
| 4    | Defensor Sporting Club           | 31  | 27 | 12 | 7 | 8  | 51 | 41 | +10  |
| 5    | Montevideo Wanderers             | 30  | 27 | 12 | 6 | 9  | 33 | 31 | +2   |
| 6    | River Plate                      | 27  | 27 | 12 | 3 | 12 | 37 | 42 | -5   |
| 7    | Central Español Fútbol Club      | 24  | 27 | 9  | 6 | 12 | 32 | 46 | -14  |
| 8    | Club Atlético Bella Vista        | 23  | 27 | 8  | 7 | 12 | 30 | 35 | -5   |
| 9    | Institución Atlética Sud América | 20  | 27 | 7  | 6 | 14 | 28 | 47 | -19  |
| 10   | Racing Montevideo                | 8   | 27 | 2  | 4 | 21 | 17 | 63 | -46  |

| Légende : Qualifications et relégations | Légende : Qualifications et relégations |
| --------------------------------------- | --------------------------------------- |
|                                         | Champion d’Uruguay 1932                 |
|                                         | Relégation en deuxième division         |
|                                         | T : Tenant du titre P : Promus          |

## Bilan de la saison
| Championnat d'Uruguay de football 1932                             |                                  |
| Champion                                                           | Club Atlético Peñarol (5e titre) |
| Promotions et relégations                                          |                                  |
| Promus en Primera División                                         | Aucun                            |
| Relégués en Championnat d'Uruguay de football de deuxième division | Aucun                            |

## Statistiques

### Meilleur buteur
- Juan Miguel Labraga (17)